# Névio Dias
Névio Dias (São Caetano do Sul em 4 de dezembro de 1922 — Rio do Sul em 29 de novembro de 2010) foi um teatrólogo brasileiro radicado em São Carlos desde 1953, para onde mudou-se quando da criação da Escola de Engenharia de São Carlos da Universidade de São Paulo.

## Carreira
Quando Névio Dias mudou-se para São Carlos, para trabalhar no Instituto de Física de São Carlos, integrou-se ao movimento para o acabamento das obras do Teatro Municipal de São Carlos. Procurou os administradores da cidade e juntou-se aos grupos de teatro amador que existiam na cidade e na região, conseguindo assim a inauguração funcional do Teatro Municipal de São Carlos, em 22 de outubro de 1966, e conseguiu em 1965, ser o primeiro presidente da Federação do Teatro Amador do Centro do Estado de São Paulo (Fetac), que havia fundado, e também foi o primeiro presidente da Confederação de Teatro Amador do Estado de São Paulo (Cotaesp).
Atualmente, ele escreve um livro sobre "o apogeu do teatro amador em São Carlos, entre os anos de 1965 e 1970.
O seu desejo de fazer teatro, e lutar contra o conservadorismo da cidade, fez com que o movimento durante uns dez anos, funcionasse muito bem, pois havia necessidade de manifestar-se contra o regime de exceção instaurado em 1964, o que se perdeu através dos anos vindouros, pois a partir de 1976 a política local começou a tirar os amadores do teatro e o movimento foi se enfraquecendo.

## História
São Carlos já foi referência nacional em teatro amador, entre as décadas de 1960 e 1970, No auge do movimento, a cidade sediou festivais nacionais através do Fenata, e proveu um grande intercâmbio entre personalidades e artistas.
Nas cidades no entorno de São Carlos (Araraquara, Ribeirão Bonito, Dourado, Descalvado e Pirassununga), havia vários grupos de teatro amador, e quando se criou a Federação do Teatro Amador do Centro do Estado de São Paulo (Fetac) em 1965, o estado de São Paulo possuía cerca de quatrocentos grupos de teatro amador assistidos por dezoito federações regionais, que depois foram aglutinadas pela Confederação de Teatro Amador do Estado de São Paulo (Cotaesp).
A contribuição de Névio Dias, foi presente na formação de todas essas entidades do movimento do teatro amador são-carlense e regional, ultrapassando os limites materiais do teatro municipal da cidade. E a comunicação através do teatro, que havia naquela época, foi sendo perdida com o passar dos anos. Havendo hoje um a necessidade de reavivar essa vontade nas novas gerações.
Fundou os grupos de teatro Equipe Teatral São Sebastião, Paus de Arara/Sesc São Carlos e Grupo Porão 7 (do qual saiu os atores Marcelo Picchi e Edson Celulari, entre outros). Dirigiu cerca de catorze peças. É autor de Memória 1965 a 1970.
No cinema, houve algumas realizações, entre elas, Pedro Canhoto.
Em sua memória, foi realizada uma homenagem pelo Instituto de Física de São Carlos da USP, em 19 de março de 2011, que aconteceu no Teatro Municipal de São Carlos.
Agora a trajetória do Teatro Amador na USP e em São Carlos.